# Faint
Faint (englisch etwa für ohnmächtig oder schwach) ist ein Lied der US-amerikanischen Nu-Metal-Band Linkin Park. Der Song ist die zweite Singleauskopplung ihres zweiten Studioalbums Meteora und wurde am 9. Juni 2003 veröffentlicht.

## Inhalt
Faint ist aus der Perspektive des lyrischen Ichs geschrieben, das von Einsamkeit und Selbstzweifeln geplagt ist und sich an seine einzige Bezugsperson wendet. Diese Person will sich von ihm abwenden, doch er werde nicht locker lassen. Er könne nicht mehr so fühlen wie früher und auch die Zeit werde die Wunden nicht heilen. Mike Shinoda rappt im Song die Strophen, während Chester Bennington den Refrain singt.

“I can’t feel the way I did before

Don’t turn your back on me, I won’t be ignored

Time won’t heal this damage anymore

Don’t turn your back on me, I won’t be ignored”

## Produktion
Der Song wurde von dem US-amerikanischen Musikproduzenten Don Gilmore in Zusammenarbeit mit Linkin Park produziert. Die Linkin-Park-Mitglieder fungierten zudem als Autoren.

## Musikvideo
Bei dem zu Faint gedrehten Musikvideo führte Mark Romanek Regie. Es wurde in Downtown Los Angeles aufgenommen und verzeichnet auf YouTube über 476 Millionen Aufrufe (Stand: Oktober 2024). Das Video zeigt einen Auftritt der Band, die den Song in einer mit Flutlicht beleuchteten Halle vor einem jubelnden Publikum spielt. Fast das gesamte Video wurde im Rücken der Band aufgenommen, sodass man nur ihre Silhouetten und das Publikum sieht. Erst beim letzten Refrain wechselt die Perspektive und man sieht Linkin Park von vorn sowie die Bühne, die aus einem mit Graffiti bemalten Gebäude besteht.

## Single

### Covergestaltung
Die Single wurde mit zwei Covern veröffentlicht. Das erste Singlecover zeigt den weißen Schriftzug [Linkin Park] und den Titel Faint in Rot sowie eine Person mit Sprühdosen, die auch auf dem Albumcover von Meteora zu sehen ist. Der Hintergrund ist blau gehalten und zeigt nochmals den Schriftzug Linkin Park in Schwarz. Auf dem zweiten Cover ist das gleiche Motiv zu sehen, aber mit grauem statt blauem Hintergrund.

### Titellisten
Version 1
1. Faint – 2:42
2. Lying from You (live) – 3:07
3. Somewhere I Belong (Video) – 3:46

Version 2
1. Faint – 2:42
2. One Step Closer (Reanimated live) – 3:43
3. Faint (Video live) – 3:23

Version 3
1. Faint – 2:42
2. Lying from You (live) – 3:07
3. One Step Closer (Reanimated live) – 3:43

### Chartplatzierungen
Faint stieg am 30. Juni 2003 auf Platz 40 in die deutschen Singlecharts ein und war insgesamt 15 Wochen in den Top 100 vertreten. In den Vereinigten Staaten belegte der Song Rang 48 und hielt sich 20 Wochen in den Charts. Die Top 20 erreichte die Single unter anderem im Vereinigten Königreich und in Spanien.
| ChartsChartplatzierungen       | Höchstplatzierung | Wochen |
| ------------------------------ | ----------------- | ------ |
| Deutschland (GfK)              | 40 (15 Wo.)       | 15     |
| Österreich (Ö3)                | 27 (13 Wo.)       | 13     |
| Schweiz (IFPI)                 | 32 (8 Wo.)        | 8      |
| Vereinigte Staaten (Billboard) | 48 (20 Wo.)       | 20     |
| Vereinigtes Königreich (OCC)   | 15 (8 Wo.)        | 8      |

### Auszeichnungen für Musikverkäufe
Faint erhielt im Jahr 2017 in den Vereinigten Staaten für mehr als eine Million verkaufte Einheiten eine Platin-Schallplatte.

| Land/Region                  | Auszeichnungen für Musikverkäufe (Land/Region, Auszeichnung, Verkäufe) | Verkäufe  |
| ---------------------------- | ---------------------------------------------------------------------- | --------- |
| Dänemark (IFPI)              | Gold                                                                   | 45.000    |
| Italien (FIMI)               | Gold                                                                   | 35.000    |
| Neuseeland (RMNZ)            | Platin                                                                 | 30.000    |
| Portugal (AFP)               | 2× Platin                                                              | 20.000    |
| Spanien (Promusicae)         | Gold                                                                   | 30.000    |
| Vereinigte Staaten (RIAA)    | Platin                                                                 | 1.000.000 |
| Vereinigtes Königreich (BPI) | Platin                                                                 | 644.000   |
| Insgesamt                    | 3× Gold · 5× Platin ·                                                  | 1.804.000 |

Hauptartikel: Linkin Park/Auszeichnungen für Musikverkäufe